# 塚田タカヤ
塚田 タカヤ（つかだ タカヤ - 本名：塚田高哉、1959年 - ）は、北海道深川市生まれの音楽家。上川郡東川町在住。ピアノ調律師としての顔も持つ。

## 主な活動
ソロ活動のほか、アコースティックバンド「たう」のメンバーとして音楽活動を展開。
交友関係は広く、台湾原住民のミュージシャンで<歌王>陳建年や、歌姫SAMINGAD/サミンガ、巴奈/パナイらとは朋友の間柄である。
アイヌ、在日、被差別部落民などのマイノリティにも友人を多く持ち、関係するイベントに数多く出演している。
日本、台湾で「アジア民族音楽祭」を主催（台湾は招聘）。2005年には韓国の民衆歌手鄭泰春、朴恩玉に招かれ、京畿道安山市にて、サハリン帰国者らを招待したコンサートを開く。（東アジア共同ワークショップ主催）
2007年2月、初のソロアルバム『蒼い海』を発表。鄭泰春作の「徴用者アリラン」を含む意欲作となった。

## ディスコグラフィー
- 『Piece of Peace』（1994年）
- 『夏の花』（1996年）
- 『TAKAYA and TAU BAND』（2002年）
  - 台湾「角頭音楽―TCM」レーベルでリリース。翌年の台湾「金曲奨」候補（音樂不寂寞2002年出版唱片年度20優推薦專輯）にものぼり話題となる。
  - 収録曲の『森の人よ』は「喜納昌吉&チャンプルーズ」をはじめとしたミュージシャンもカバーしている代表曲。
- 『YUKITOKE』（2005年）
- 『蒼い海』（2007年）